# 江 姫たちの戦国 (小説)
『江 姫たちの戦国』（ごう ひめたちのせんごく）は、田渕久美子による歴史小説。NHK出版（出版当時は日本放送出版協会）刊。

## 概要
2011年1月から11月にNHKで放映された大河ドラマ『江〜姫たちの戦国〜』の原作小説として、同ドラマの脚本を務める田渕久美子が書き下ろした作品。本編15章と序章・結章の全17章で構成されている。
後に大河ドラマ放映に先立ち、新装版としてソフトカバー単行本も発刊されている。新装版の題字は、大河ドラマと同じく菊池錦子による。音声ファイル式のオーディオブックも配信された。また漫画版も刊行されている（後述）。

## あらすじ
織田信長の姪である少女・江は幼い頃からとある夢を見る事がある。それはある男性の「手」に、赤子である自らが包まれる夢であった。この手の持ち主が誰なのか、江には見当もつかない事であった。
江は茶々（淀）・初という2人の姉とともに、母・市の手で育てられていた。江は伯父・織田信長と出会い、彼の思想や信念に触れるも、信長は本能寺で帰らぬ人となる。市は織田家の重臣・柴田勝家と再婚するも、間もなく勝家は実父・浅井長政の仇でもある羽柴秀吉（豊臣秀吉）に敗れ、その戦いで勝家や市はこの世を去り、幼い3姉妹たちは仇敵・秀吉の下で成長することになる。
その後、江は2度の結婚と離別を経て、関東の大大名である徳川家康の嫡男・秀忠の元へ嫁ぐ。政略結婚で結ばれた2人の仲は冷え切っていたが、慶長伏見地震の危機を秀忠に助けられた江は秀忠を認め、また長年夢に見続けてきた「手」の正体を知ることになる。
しかし天下の情勢は江の嫁いだ徳川家と、長姉・淀の暮らす豊臣家の激しい対立に晒されることになる。江の願いも空しく、徳川家は豊臣家と淀を滅亡に追い込む。江はそれらを胸に収め、太平の時代を享受する幸せを噛みしめるのだった。

## 登場人物
- 江（ごう）
- 茶々（淀）
- 織田信長
- 羽柴秀吉（豊臣秀吉）
- 徳川家康
- 徳川秀忠
- 豊臣秀勝
- 佐治一成
- 豊臣秀次
- 石田三成
- 大野治長
- おね（北政所）
- 千利休
- 柴田勝家
- 明智光秀
- 大政所
- 細川ガラシャ
- 福（春日局）

## 書誌情報
単行本
- 江 姫たちの戦国 上 ISBN 978-4-14-005570-0 （2009年10月31日発売）
- 江 姫たちの戦国 下 ISBN 978-4-14-005571-7 （2010年1月29日発売）

新装版
- 新装版 江 姫たちの戦国 上 ISBN 978-4-14-005594-6 （2010年11月12日発売）
- 新装版 江 姫たちの戦国 中 ISBN 978-4-14-005595-3 （2010年11月12日発売）
- 新装版 江 姫たちの戦国 下 ISBN 978-4-14-005596-0 （2010年11月12日発売）

オーディオブック
朗読は平野啓子による。
- 新装版 江 姫たちの戦国 上巻 1（2010年12月20日配信開始）
- 新装版 江 姫たちの戦国 上巻 2（2011年1月9日配信開始）
- 新装版 江 姫たちの戦国 中巻 1（2011年2月1日配信開始）
- 新装版 江 姫たちの戦国 中巻 2（2011年3月11日配信開始）
- 新装版 江 姫たちの戦国 下巻 1（2011年4月18日配信開始）
- 新装版 江 姫たちの戦国 下巻 2（2011年4月18日配信開始）

## 漫画版
本作を原作とした同名の漫画作品が、講談社の漫画雑誌『デザート』に2010年11月号から2011年12月号まで連載され、ついでその姉妹誌『ザ デザート』2012年1月号・3月号に掲載された。作画は暁かおりによる。
単行本は講談社KCDXデザートから、全5巻が刊行されている。『デザート』連載分は第1巻から第4巻に（第1章から第14章として）、『ザ デザート』掲載分（掲載時には「絢爛の大奥編」前編・後編と題した）は第5巻に（第15章・最終章として）収録されている。
あらすじはおおよそ原作の通りであるが、エピソードの省略や改変などは施されている。原作者の田渕もキャラクターデザインなどの面で監修を行っている。

### 単行本
- 原作：田渕久美子、漫画：暁かおり『江 姫たちの戦国』講談社〈KCデラックス〉、全5巻
  1. 2010年12月20日発売[2]、ISBN 978-4-06-365635-0
  2. 2011年4月13日発売[3]、ISBN 978-4-06-376045-3
  3. 2011年8月11日発売[4]、ISBN 978-4-06-376102-3
  4. 2011年11月11日発売[5]、ISBN 978-4-06-376139-9
  5. 2012年2月13日発売[6]、ISBN 978-4-06-376194-8